# Filippo Francesco di Leyen
Filippo Francesco di Leyen (Coblenza, 1º agosto 1766 – Colonia, 23 novembre 1829) fu conte di Hohengeroldseck dal 1775 al 1814 e principe di Leyen dal 1806 al 1814.

## Biografia

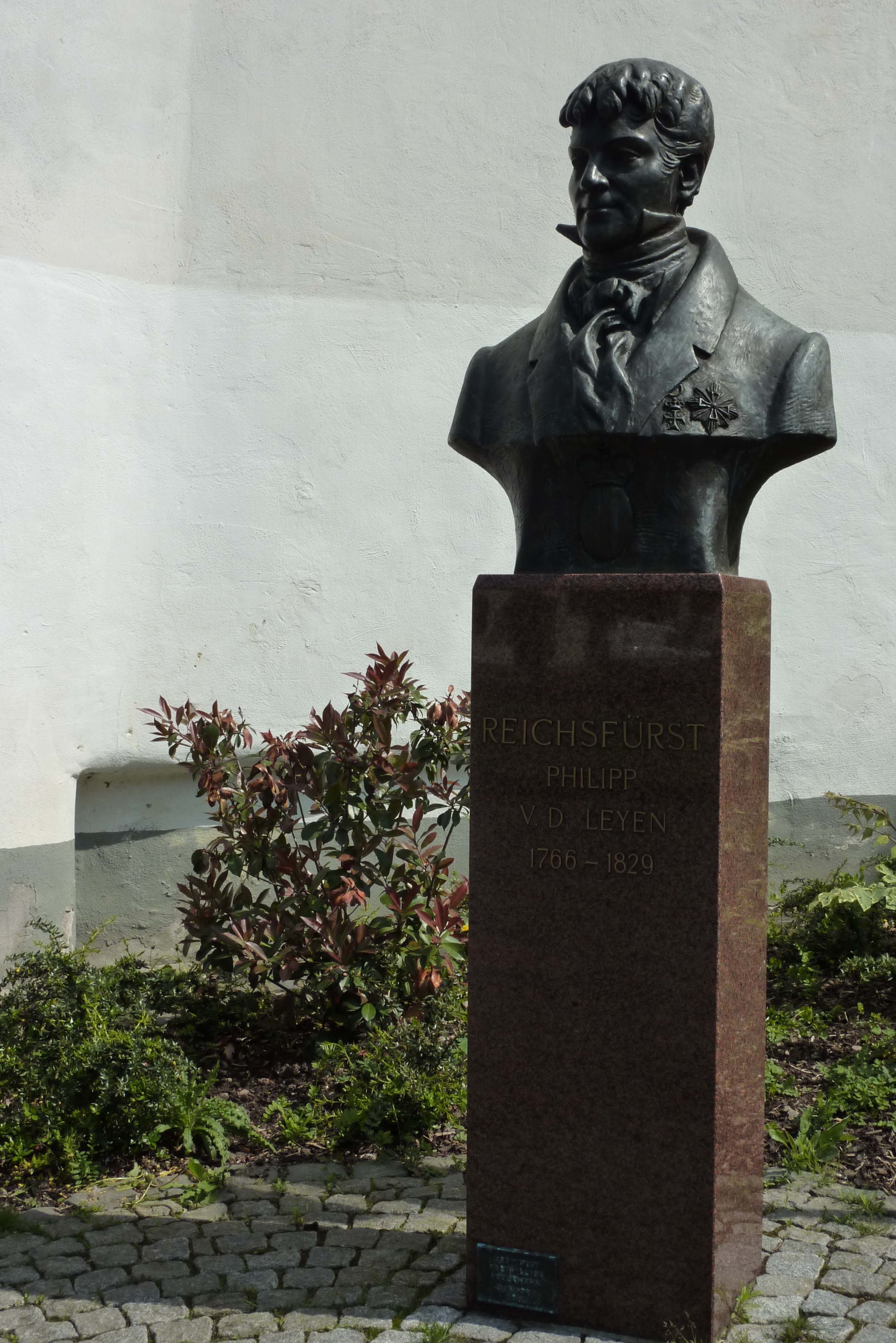
Busto del principe Filippo Francesco realizzato nel 2002 dallo scultore Karol Badyna.

Filippo Ignazio Francesco Guglielmo era figlio del conte imperiale Francesco Carlo di Leyen, conte di Hohengeroldseck e di sua moglie, Marianne von Dalberg, nipote di Karl Theodor von Dalberg, futuro primate della Confederazione del Reno.
Quando suo padre morì nel 1775, sino al 1791 egli governò sotto tutela della madre. Nel 1781 il conte Filippo Francesco venne nominato membro dell'Accademia scientifica di Erfurt. Nel 1794 la famiglia fuggì di fronte all'avanzata delle truppe rivoluzionarie francesi sulla riva destra del Reno e visse vicino a Francoforte sul Meno. Dopo la pace di Luneville del 1801, i beni della contea presenti sulla riva sinistra del fiume Reno vennero annessi dal governo francese ed il conte si trovò a dover protestare per queste privazioni subite, ma per tutta risposta ne ricavò un netto rifiuto da parte del Reichstag che gli imputava di non aver contribuito alle spese della guerra della prima coalizione antifrancese.
In questo frangente intervenne quindi suo zio che, dopo la costituzione della confederazione renana, ottenne per il nipote l'elevazione a principato del proprio territorio. Malgrado ciò, nel 1807 il principe Filippo Francesco si portò personalmente a Parigi nel tentativo di riottenere la città di Erfurt e diverse parti della vecchia contea di Hanau. Napoleone si lamentò coi suoi ministri dell'insaziabilità del principe, ma decise comunque di stanziare per lui la somma di 200.000 franchi in occasione del Congresso dei principi che si tenne per l'appunto ad Erfurt nel 1808.
Il principato venne però definitivamente soppresso alla caduta del dominio napoleonico dal Congresso di Vienna nel 1814 e dal 1819 passò sotto il granducato di Baden. Come compensazione, nel 1825 il principe ricevette il predicato di "altezza" riservato ai primogeniti maschi della sua famiglia.
Filippo Francesco si ritirò a vita privata a Colonia dove morì nel 1829, venendo sepolto nel piccolo cimitero nei pressi del castello di Gondorf a Kobern-Gondorf. Un suo busto in bronzo, realizzato dallo scultore polacco Karol Badyna, campeggia dal 2002 nel cortile esterno del castello di Gondorf.

## Matrimonio e figli
Il 15 maggio 1788 a Pommersfelden sposò la contessa Sofia Teresa di Schönborn-Wiesentheid (15 agosto 1772, Magonza - 4 luglio 1810, Parigi), figlia del conte di Hugo Damian von Schönborn-Wiesentheid e della contessa Maria Anna von Stadion-Warthausen-Thannhausen.
La coppia ebbe i seguenti figli:
- Amalia (1789-1870), sposò nel 1810 il conte Louis de Tascher de La Pagerie (cugino dell'Imperatrice francese Josephine, moglie di Napoleone I)
- Erwein (1798-1879), sposò nel 1818 la contessa Sophie von Schönborn-Buchheim (1798-1876)